# Ref Cuaresma
Ref Cuaresma (eigentlich Reffix Cuaresma, * 31. Oktober 1982 in Dumaguete City) ist ein ehemaliger philippinischer Fußballtorhüter.

## Karriere

### Verein
Cuaresma spielt bei Loyola Meralco Sparks auf den Philippinen. In der Saison 2013/14 wurde er an Manila Jeepney ausgeliehen. Vorher spielte er bei Navy FC und eine Saison lang bei Dumaguete City FC.
2019 beendete er seine Karriere.

### Nationalmannschaft
- Teilnahme an der Qualifikation zur Fußball-Weltmeisterschaft 2002

## Erfolge
Kaya FC-Iloilo
- PFL Cup: 2018